# Natalia Madaj
Natalia Madaj-Smolińska (ur. 25 stycznia 1988 w Pile) – polska wioślarka, mistrzyni olimpijska z Rio de Janeiro (2016).

## Życiorys
Wychowanka Wałeckiego Towarzystwa Wioślarskiego Orzeł Wałcz, w latach 2008–2012 reprezentowała KS Posnania, a od 2013 LOTTO-Bydgostię Bydgoszcz. Złota medalistka Igrzysk olimpijskich 2016 w Rio de Janeiro (w duecie z Magdaleną Fularczyk-Kozłowską). Srebrna medalistka Mistrzostw świata w dwójce podwójnej w 2014 w Amsterdamie. Brązowa medalistka Mistrzostw świata w czwórce podwójnej w 2013 w Chungju.
Odznaczona w 2016 Krzyżem Kawalerskim Orderu Odrodzenia Polski. Jest laureatką Wielkiej Honorowej Nagrody Sportowej za 2016 rok.
28 września 2024 wystąpiła w charytatywnym meczu koszykarskim „Olimpijczycy i Paraolimpijczycy dla Powodzian”, z którego dochód został przeznaczony na remont zniszczonej przez powódź hali „Obuwnik” w Prudniku (hala Pogoni Prudnik i Zarzewia Prudnik).

## Osiągnięcia
- Mistrzostwa świata juniorów – Brandenburg 2005 – czwórka podwójna – 5. miejsce.
- Mistrzostwa świata juniorów – Amsterdam 2006 – jedynka – 1. miejsce.
- Mistrzostwa świata U-23 – Strathclyde 2007 – jedynka – 2. miejsce.
- Mistrzostwa Europy – Poznań 2007 – czwórka podwójna – 5. miejsce.
- Mistrzostwa Europy – Ateny 2008 – dwójka podwójna – 2. miejsce.
- Mistrzostwa świata U-23 – Račice 2009 – jedynka – 7. miejsce.
- Mistrzostwa Europy – Brześć 2009 – dwójka podwójna – 3. miejsce.
- Mistrzostwa Europy – Montemor-o-Velho 2010 – czwórka podwójna – 4. miejsce.
- Mistrzostwa Europy – Płowdiw 2011 – czwórka podwójna – 2. miejsce.
- Mistrzostwa Świata – Bled 2011 – czwórka podwójna – 8. miejsce.
- Mistrzostwa Europy – Varese 2012 – czwórka podwójna – 2. miejsce.
- Igrzyska olimpijskie – Londyn 2012 – czwórka podwójna – 8. miejsce.
- Mistrzostwa Europy – Sewilla 2013 – dwójka podwójna – 2. miejsce.
- Mistrzostwa świata – Chungju 2013 – czwórka podwójna – 3. miejsce.
- Mistrzostwa Europy – Belgrad 2014 – dwójka podwójna – 1. miejsce.
- Mistrzostwa świata – Amsterdam 2014 – dwójka podwójna – 2. miejsce.
- Mistrzostwa Europy – Poznań 2015 – dwójka podwójna – 1. miejsce.
- Mistrzostwa świata – Aiguebelette-le-Lac 2015 – dwójka podwójna – 4. miejsce.
- Igrzyska olimpijskie – Rio de Janeiro 2016 – dwójka podwójna – 1. miejsce.